# Martin Strel

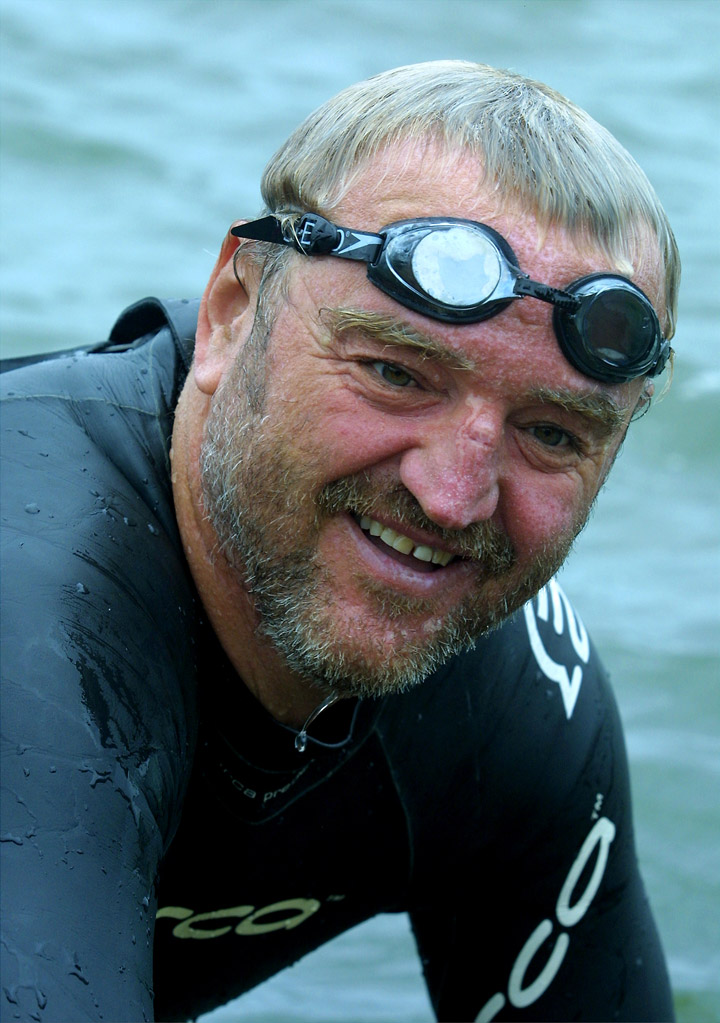
Martin Strel

Martin Strel, född 1 oktober 1954 i Mokronog i Slovenien, är en världskänd maratonsimmare som även är känd som Big River Man. Han har bland annat simmat längs hela Mississippifloden, Paranáfloden och Yangtzefloden. Han har också simmat längs Amazonfloden, en simning som började 1 februari 2007 , och avslutades 66 dagar senare 7 april 2007.

## Big River Man
Den 5268 km långa simningen längs Amazonfloden dokumenterades i filmen Big River Man i regi av John Maringouin. Filmen prisades för dess utomordentliga blandning av komedi och drama och fick utmärkelsen "Best Cinematography prize" vid Sundance Film Festival 2009. I filmen får tittarna följa simningen, men också hans alkoholproblem, hans hälsoproblem, hans mentala problem, hans följebåt, berömmelsen med mera. Filmen visades på SVT i maj 2011.

### Citat ur filmen
- "Han är världens sista superhjälte"

## Motto
Jag simmar för fred, vänskap och rent vatten.